# Björn Ásbrandsson
Björn Ásbrandsson, también conocido por su apodo Björn breiðvíkingakappi (del nórdico antiguo: '‘campeón del pueblo de Breiðavík’), fue un vikingo y escaldo de Islandia en el siglo X que se menciona en la saga Eyrbyggja. Fue amante de Þuríður, una hermana de Snorri Goði, que estaba casada con Þóroddur skattkaupandi, con quien tuvo un hijo. 
Tras protagonizar un homicidio, fue declarado proscrito por el Althing y tuvo que exiliarse en 986. Björn se unió a los jomsvikingr y se mantuvo fiel a Palnatoke destacando como un hombre de fuerte carácter y el más valiente en situaciones de riesgo. Björn participó en la batalla de Fýrisvellir junto a Styrbjörn el Fuerte. 
En 998 desapareció presuntamente en un naufragio, pero apareció como caudillo de una tierra desconocida al oeste de Irlanda en 1030. Parte de su poesía ha sobrevivido hasta hoy.